# 메흐르다드 미나반드

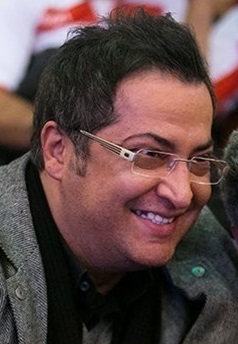
메흐르다드 미나반드(2015년)

메흐르다드 미나반드(مهرداد میناوند‎, 1975년 11월 30일 ~ 2021년 1월 27일)는 이란의 축구 선수·코치이다.
7여개 축구 팀에서 왼쪽 미드필더·윙어·풀백 등로 활동했다. 7년간 이란 축구 국가대표팀에서 활동했고 1998년 FIFA 월드컵에 참가했다.
2021년 1월 21일 코로나19로 입원했고, 6일간 투병 끝에 사망했다.